# Dix bonnes raisons de te larguer
Pour les articles homonymes, voir 10 Things I Hate About You.
Pour plus de détails, voir Fiche technique et Distribution.
Dix bonnes raisons de te larguer ou Dix raisons de te haïr en Belgique ou Dix choses que je déteste de toi au Québec (Ten Things I Hate About You) est un film américain réalisé par Gil Junger, sorti en 1999.
Heath Ledger interprète dans ce film Patrick Verona, qui tente de séduire Katarina Stratford jouée par Julia Stiles.

## Synopsis
Dès le premier jour de son entrée au lycée de Padua, Cameron James tombe amoureux de Bianca Stratford, une belle lycéenne de 10e année (Seconde en France, 4e secondaire au Québec et en Belgique). Mais le père de Bianca, un obstétricien, interdit à sa fille de voir des garçons, de peur qu'elle tombe enceinte. Bianca explique cependant à Cameron qu'elle pourra sortir avec un garçon quand sa sœur ainée, Katarina (surnommée "Kat" par ses amis et sa famille) sera sortie avec un garçon, une règle choisie par le père parce qu'il sait que personne ne veut sortir avec elle, une non-conformiste irascible et intimidante.
Mais Cameron insiste, et, avec son nouveau meilleur ami Michael Eckman, il cherche dans tout le lycée un garçon pour sortir avec Kat. Il tombe alors sur Patrick Verona, qui a la réputation d'avoir commis des actes horribles et criminels : il aurait notamment mis le feu à un policier et vendu son foie au marché noir contre des haut-parleurs. Tout cela est en fait inventé : Patrick a passé l'année d'avant au chevet de son grand-père, à Milwaukee. Pensant que Patrick est parfait pour Kat, Cameron essaye de le convaincre. Mais puisque Patrick n'est pas intéressé, Michael conçoit un plan pour qu'un autre lycéen, Joey Donner, paye Patrick pour sortir avec Kat. Joey est un riche mannequin narcissique : il parie avec un ami qu'il peut réussir à sortir avec Bianca, et, pour y parvenir, paye Patrick pour qu'il sorte avec Kat.
Patrick et Kat tombent finalement amoureux pendant leur faux rendez-vous, tandis que Bianca tombe amoureuse de Cameron.
Pendant le bal de fin d'année, Kat apprend que Patrick a été payé pour sortir avec elle et rentre chez elle sans lui; Bianca apprend que Joey ne voulait sortir avec elle que parce qu'il a parié qu'il pourrait sortir avec elle ; et Joey découvre que Cameron essaye de courtiser Bianca, et le frappe ainsi que Michael. Bianca les voit et frappe Joey par trois fois — une fois pour Cameron, une fois pour Kat et une fois pour elle-même. Elle continue donc de sortir avec Cameron. Kat, elle, écrit un poème à propos de Patrick, lisant les « dix choses » qu'elle déteste chez Patrick ; mais la dernière est l'aveu qu'elle ne déteste pas Patrick du tout. Patrick achète une guitare à Kat avec l'argent que Joey lui a donné, pour qu'elle crée son propre groupe, et le couple est de nouveau formé.

## Commentaire
Ce film est une adaptation moderne de La Mégère apprivoisée de William Shakespeare.

## Fiche technique
- Titre original : 10 Things I Hate About You
- Titre français : Dix Bonnes Raisons de te larguer ou Dix raisons de te haïr en Belgique
- Titre québécois : Dix Choses que je déteste de toi
- Réalisation : Gil Junger
- Scénario : Karen McCullah Lutz (en) et Kirsten Smith (en)
- Décors : Carol Winstead Wood
- Costumes : Kimberly A. Tillman
- Photographie : Mark Irwin
- Montage : O. Nicholas Brown (en)
- Musique : Richard Gibbs
- Production : Andrew Lazar pour Mad Chance
- Pays de production : États-Unis
- Langue : anglais
- Lieu de tournage : États-Unis
- Format : Couleurs - 1,85:1 - Dolby Digital - 35 mm
- Genre : Comédie
- Société de distribution : Touchstone Pictures
- Budget : 16 000 000 $ (estimation)
- Box-office : 38 176 108 $
- Durée : 97 minutes
- Dates de sortie :
  - États-Unis : 31 mars 1999
  - France : 19 juillet 2000

## Distribution
- Heath Ledger (VF : Tony Marot et VQ : Gilbert Lachance) : Patrick Verona
- Julia Stiles (VF : Marie-Eugénie Maréchal et VQ : Camille Cyr-Desmarais) : Katarina « Kat » Stratford
- Joseph Gordon-Levitt (VF : Paolo Domingo et VQ : Hugolin Chevrette-Landesque) : Cameron James
- Larisa Oleynik (VF : Edwige Lemoine et VQ : Caroline Dhavernas) : Bianca Stratford
- David Krumholtz (VF : Charles Pestel et VQ : Martin Watier) : Michael
- Andrew Keegan (VF : Yann Le Madic et VQ : Benoit Éthier) : Joey Donner
- Susan May Pratt (VQ : Céline Furi) : Mandella
- Gabrielle Union (VF : Sylvie Jacob et VQ : Christine Bellier) : Chastity (Ophélie en VF)
- Larry Miller (VF : Gilbert Lévy et VQ : Mario Desmarais) : Walter Stratford
- Daryl Mitchell (VF : Frantz Confiac et VQ : Luis de Cespedes) : M. Morgan
- Allison Janney (VF : Marie-Laure Beneston) : Mme Perky
- David Leisure (VF : Pierre Laurent) : M. Chapin
- Greg Jackson : Scruvy
- Kyle Cease (en) : Bogie Lowenstien
- Tarance Houston : Derek

## Récompenses
- 2000 : CFCA Award de la meilleure actrice prometteuse pour Julia Stiles
- 2000 : MTV Movie Award pour Julia Stiles

## Postérité
- 1999 : 10 Things I Hate About You, un roman écrit d'après le scénario du film par David Levithan, publié en anglais chez Scholastic en juin 1999[1].
- 2009 : 10 Things I Hate About You, Dix choses que je déteste de toi au Québec, est une série télévisée américaine en 20 épisodes de 22 minutes créée par Carter Covington (en) d'après le film homonyme et diffusée entre le 7 juillet 2009 et le 24 mai 2010 sur ABC Family.